# Saraka bô
Pour plus de détails, voir Fiche technique et Distribution.
Saraka bô est un film français réalisé par Denis Amar et sorti en 1997.

## Synopsis
Deux jeunes filles noires ont été assassinées. Le commissaire Diamant mène l'enquête, et fait appel aux services d'un ethnopsychiatre spécialiste des rites africains.

## Fiche technique
- Réalisation : Denis Amar
- Scénario : Denis Amar, Marie Devort, Marc Guilbert, Simon Michaël d'après un roman de Tobie Nathan
- Image : Manuel Teran
- Musique : Lokua Kanza, Jean-Claude Petit
- Montage : Jacques Witta
- Durée : 85 minutes
- Date de sortie : 22 janvier 1997

## Distribution
- Richard Bohringer : Diamant
- Yvan Attal : Taïeb
- Thierry Hancisse : Simon
- Anne Roussel : Véronique
- Sotigui Kouyaté : Cissé
- Aïssa Maïga : Danièle
- Alex Descas : Bataille
- Alexandre Le Provost : Foccard
- Julien Dupont : Ayala
- Hubert Koundé : Blanche-Neige

## Critiques
Pour Télérama, Yvan Attal est « magistral dans les séances de psychothérapie de groupe », mais l'intrigue est trop éloignée de celle du roman de Tobie Nathan dont est tiré le film.